# Peugeot Typ 116

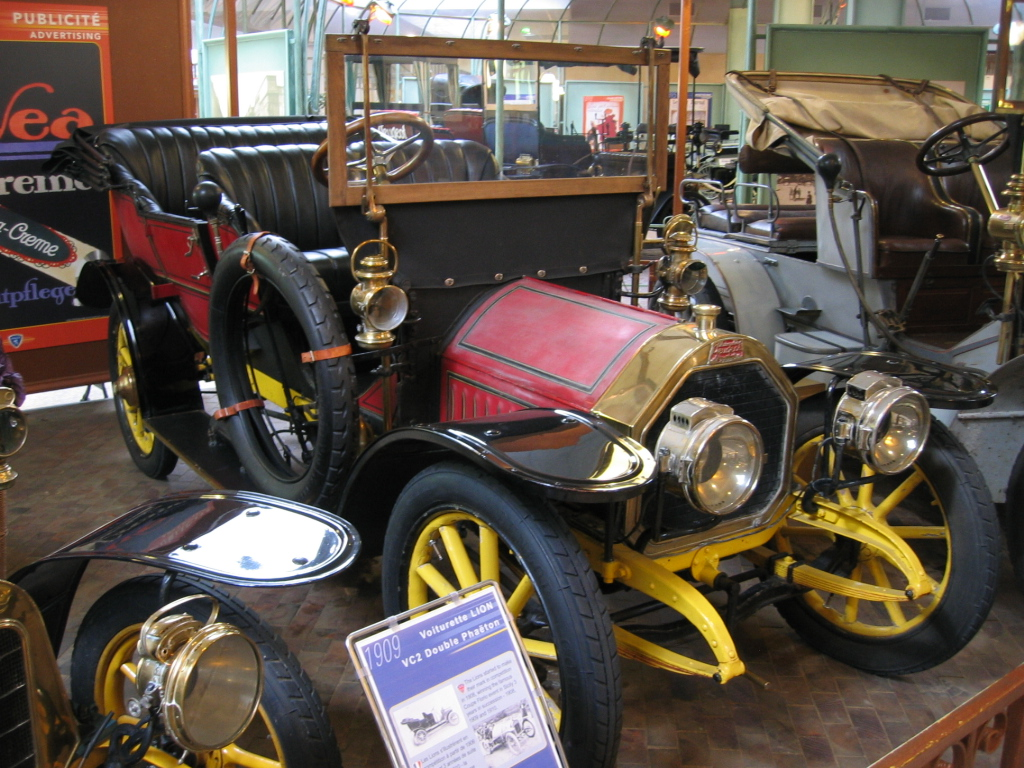
Peugeot Typ 116 im Peugeot-Museum Sochaux

Der Peugeot Typ 116 ist ein frühes Automodell des französischen Automobilherstellers Peugeot, von dem 1909 im Werk Audincourt 500 Exemplare produziert wurden.
Die Fahrzeuge besaßen einen Vierzylinder-Viertaktmotor, der vorne angeordnet war und über Kardan die Hinterräder antrieb. Der Motor leistete aus 2212 cm³ Hubraum 12 PS.
Es gab die Modelle 116, 116 B und 116 C. Bei einem Radstand von 279,5 cm und einer Spurbreite von 128 cm betrug die Fahrzeuglänge 393 cm, die Fahrzeugbreite 161 cm und die Fahrzeughöhe 195 cm. Die Karosserieformen Torpedo und Doppelphaeton boten Platz für vier Personen.